# Sousse universitet
Sousse universitet (arabiska:  جامعة سوسة , franska: Université de Sousse) är ett tunisiskt universitet i Sousse. Det har omkring 30 000 studenter, och ger utbildning inom bland annat naturvetenskap, ingenjörsvetenskap, medicin, samhällsvetenskap och humaniora. 